# Colombia Classic
De Pacific Rubiales Colombia Classic was een eenmalig golftoernooi van de Europese Challenge Tour 2012. Het toernooi werd van 8-11 maart gespeeld op de Country Club de Barrabquilla. Het prijzengeld was US$ 250.000.
De par van de baan was 72.

Na de eerste ronde stonden Manuel Villegas en Daniel Brooks aan de leiding met een score van 68. Dat toernooi werd in de derde ronde gebroken door Morten Ørum Madsen, die slechts 66 slagen nodig had.
Aan het einde van de tweede dag stonden zes spelers met -3 aan de leiding: Daniel Brooks, Nick Dougherty, Chris Hanson, Espen Kofstad, Jamie McLeary en Sebastian Saavedra. 
De derde ronde wordt vaak 'moving day' genoemd, en dat is vooral belangrijk als de kopgroep zo dicht bij elkaar zit. Kofstad en Saavedra maakten 75 en zakten weg. Daniel Brooks maakte zelfs 76, maar Madsen maakte 66 en steeg naar de top-5.   
Chris Lloyd verbeterde zijn positie in de laatste ronde door een score van 67 te maken en eindigde met Saavedra op de 2de plaats. Phillip Archer moest een birdie op de laatste hole maken om te winnen en daar slaagde hij in.
| Speler             | R1 | R2 | R3 | R4 | Totaal | Totaal | Nr |
| ------------------ | -- | -- | -- | -- | ------ | ------ | -- |
| Phillip Archer     | 71 | 71 | 68 | 70 | 280    | -8     | 1  |
| Chris Lloyd        | 73 | 73 | 68 | 67 | 281    | -7     | T2 |
| Morten Ørum Madsen | 76 | 69 | 66 | 70 | 281    | -7     | T2 |